# Università degli Studi Niccolò Cusano
Università degli Studi Niccolò Cusano(UNICUSANO) là một trường đại học nằm ở Rome, Italia. Trường được thành lập vào năm 2006 và được tổ chức thành 4 khoa. Trường đại học cũng có một khuôn viên rộng lớn (Via don Cảlo Gnocchi).Trường có 12.000 sinh viên trong năm 2014 .

## Giám đốc
- Sebastiano Scarcella (2006-2010)
- Giovanni Puoti (2010-2013)
- Fabio Fortuna (2013-)